# Студзень
Студзень (пол. Studzień) — село в Польщі, у гміні Ходув Кольського повіту Великопольського воєводства.
Населення — 86 осіб (2011).
У 1975-1998 роках село належало до Конінського воєводства.

## Демографія
Демографічна структура станом на 31 березня 2011 року:
|          | Загалом | Допрацездатний вік | Працездатний вік | Постпрацездатний вік |
| -------- | ------- | ------------------ | ---------------- | -------------------- |
| Чоловіки | 46      | 15                 | 25               | 6                    |
| Жінки    | 40      | 7                  | 18               | 15                   |
| Разом    | 86      | 22                 | 43               | 21                   |